# 10 юни
10 юни е 161-вият ден в годината според григорианския календар (162-ри през високосна година). Остават 204 дни до края на годината.

## Събития
- 1190 г. – Трети кръстоносен поход: Германският крал и император на Свещената римска империя Фридрих I Барбароса се удавя при прекосяването на река Салеф в Мала Азия.
- 1793 г. – Столицата на САЩ е преместена от Филаделфия във Вашингтон.
- 1809 г. – Папа Пий VII отлъчва Наполеон I Бонапарт от църквата, след като френската армия окупира Италия и обявява папската област за френска територия.
- 1871 г. – В Браила, Румъния излиза първият брой на вестник Дума на българските емигранти, издаван от Христо Ботев.
- 1886 г. – Изригва вулканът Таравера в Нова Зеландия, при което загиват 153 души и е разрушена известната туристическа атракция „Розови и бели тераси“.
- 1916 г. – Започва Великото арабско въстание в Мека.
- 1917 г. – Първа световна война: започва френска окупация на Тесалия.
- 1926 г. – Обществото на народите взема решение за отпускане на Бежански заем на България.
- 1940 г. – Втора световна война: Италия обявява война на Франция и Великобритания.
- 1940 г. – Втора световна война: Германските сили под командването на Ервин Ромел достигат протока Ла Манш.
- 1940 г. – Втора световна война: Канада обявява война на Италия.
- 1940 г. – Втора световна война: Норвегия капитулира пред германските сили.
- 1942 г. – Втора световна война: Нацистите изгарят чешкото селце Лидице, в отговор на убийството на Райнхард Хайдрих.
- 1945 г. – Австралийските войски достигат Брунейски бряг, за да освободят Бруней.
- 1962 г. – Народна република България установява дипломатически отношения с Цейлон (Шри Ланка).
- 1964 г. – Създаден е Шуменския университет, първоначално като Висш педагогически институт – филиал на Софийския университет „Св. Климент Охридски“.
- 1965 г. – Виетнамската война: Битката за „донг хоай“ започва.
- 1967 г. – Приключва Шестдневната война: Израел и Сирия се съгласяват да прекратят огъня.
- 1984 г. – В Амритсар, индийската армия атакува Златния храм на сикхите. Убити са около 700 души.
- 1985 г. – Израел изтегля войските си от Ливан.
- 1990 г. – Провежда се първият тур на първите свободни и демократични парламентарни избори в България след тоталитарния период в страната, с които се избират депутати за VII велико народно събрание
- 1990 г. – В Перу Алберто Фухимори побеждава писателя Марио Варгас Льоса на втория тур от президентските избори.
- 1999 г. – Косовската война: НАТО преустановява въздушните удари, след като Слободан Милошевич се съгласява да изтегли сръбските войски от Косово.
- 1998 г. – Започва Световното първенство по футбол във Франция.
- 1999 г. – Създава се Пактът за стабилност на Балканите.
- 2001 г. – Националният отбор на Франция печели за първи път турнира за Купата на конфедерациите, побеждавайки с 1:0 на финала Япония.
- 2003 г. – Изстрелян е марсоходът Спирит, с което започва програмата на НАСА Марс Експлорейшън Роувър.
- 2017 г. – Йелена Остапенко изненадващо печели Ролан Гарос.
- 2018 г. – Рафаел Надал печели за единадесети път Ролан Гарос.

## Родени
- 1799 г. – Фьодор Бруни, руски художник († 1875 г.)
- 1803 г. – Анри Дарси, френски инженер († 1858 г.)
- 1819 г. – Гюстав Курбе, френски живописец († 1877 г.)
- 1832 г. – Николаус Ото, германски изобретател († 1891 г.)
- 1873 г. – Никола Лулчев, български революционер († ? г.)
- 1873 г. – Павел Генадиев, български общественик († 1959 г.)
- 1879 г. – Александър Кисьов, български военен деец († 1964 г.)
- 1880 г. – Андре Дерен, френски художник († 1954 г.)
- 1897 г. – Татяна Николаевна, руска велика княгиня († 1918 г.)
- 1910 г. – Хаулин Уулф, американски блус певец († 1976 г.)
- 1915 г. – Серж Лебовичи, френски психиатър и психоаналитик († 2000 г.)
- 1915 г. – Сол Белоу, американски писател († 2005 г.)
- 1921 г. – Филип, херцог на Единбург, съпруг на Елизабет II († 2021 г.)
- 1922 г. – Джуди Гарланд, американска актриса († 1969 г.)
- 1922 г. – Кирил Дженев, български хореограф († 2006 г.)
- 1923 г. – Робърт Максуел, британски медиен магнат († 1991 г.)
- 1926 г. – Асен Гаврилов, български балетист и хореограф († 2006 г.)
- 1927 г. – Ласло Кубала, унгарски футболист и треньор († 2002 г.)
- 1929 г. – Коста Цонев, български актьор и политик († 2012 г.)
- 1931 г. – Жоао Жилберто, бразилски музикант († 2019 г.)
- 1941 г. – Георги Янакиев, български състезател по мотокрос († 2014 г.)
- 1942 г. – Лопу Фортунату Ферейра ду Нашсименту, анголски политик
- 1943 г. – Петер Курцек, германски писател († 2013 г.)
- 1945 г. – Аслан Селмани, македонски учен и политик († 2011 г.)
- 1950 г. – Анна Янтар, полска певица († 1980 г.)
- 1952 г. – Янко Братанов, български лекоатлет и треньор
- 1959 г. – Карло Анчелоти, италиански футболист
- 1962 г. – Венсан Перес, френски актьор
- 1963 г. – Джийн Трипълхорн, американска актриса
- 1964 г. – Ангел Червенков, български футболист и треньор
- 1965 г. – Трейси Лин Къри, американски музикант
- 1965 г. – Елизабет Хърли, британска манекенка и актриса
- 1966 г. – Дейвид Плат, английски футболист
- 1966 г. – Филиз Хюсменова, българска евродепутатка
- 1972 г. – Радмила Шекеринска, македонска политичка
- 1972 г. – Саша Драгин, сръбски политик
- 1976 г. – Майкъл Браун, аржентински актьор
- 1978 г. – Марко Паасикоски, финландски музикант
- 1978 г. – Шейн Уест, американски актьор и музикант
- 1983 г. – МакSим, руска певица
- 1985 г. – Кая Канепи, естонска тенисистка
- 1985 г. – Василис Торосидис, гръцки футболист
- 1987 г. – Антон Путило, беларуски футболист
- 1987 г. – Мартин Харник, австрийски футболист
- 1989 г. – Александра Стан, румънска певица
- 1991 г. – Жуан Жесуш, бразилски футболист
- 1998 г. – Денис Гайгер, немски футболист

## Починали
- 323 пр.н.е. – Александър Велики, цар на Древна Македония (* 356 пр.н.е.)
- 38 г. – Друзила, римска матрона (* 16 г.)
- 1190 г. – Фридрих I Барбароса, император на Свещената римска империя (* ок. 1122)
- 1556 г. – Мартин Агрикола, германски музикален теоретик (* 1486 г.)
- 1580 г. – Луиш ди Камоинш, португалски поет (* 1524 г.)
- 1832 г. – Мануел Гарсия (баща), испански оперен певец, композитор и педагог (* 1775 г.)
- 1836 г. – Андре-Мари Ампер, френски физик, математик и естествоизпитател (* 1775 г.)
- 1858 г. – Робърт Браун, шотландски ботаник (* 1773 г.)
- 1899 г. – Ернест Шосон, френски композитор
- 1901 г. – Иван Чичовски, български общественик (* ? г.)
- 1912 г. – Антон Ашкерц, словенски поет (* 1856 г.)
- 1918 г. – Кочо Лютата, български хайдутин и революционер (* 1836 г.)
- 1923 г. – Пиер Лоти, френски писател (* 1850 г.)
- 1926 г. – Антони Гауди, испански архитект (* 1852 г.)
- 1934 г. – Александър Яшченко, руски юрист (* 1877 г.)
- 1940 г. – Маркъс Гарви, общественик и интелектуалец (* 1887 г.)
- 1944 г. – Франк Томпсън, британски офицер (* 1920 г.)
- 1946 г. – Джак Джонсън, американски боксьор (* 1878 г.)
- 1949 г. – Сигрид Унсет, норвежка писателка, феминистка, Нобелов лауреат през 1928 (* 1882 г.)
- 1965 г. – Макс Рихнер, швейцарски писател (* 1897 г.)
- 1967 г. – Спенсър Трейси, американски актьор (* 1900 г.)
- 1982 г. – Райнер Вернер Фасбиндер, германски кинорежисьор (* 1945 г.)
- 1988 г. – Неджати Зекирия, македонски писател (* 1928 г.)
- 1991 г. – Веркор, френски писател и художник (* 1902 г.)
- 2000 г. – Хафез Асад, президент на Сирия (* 1930 г.)
- 2001 г. – Джоко Радивоевич, български скулптор (* 1927 г.)
- 2002 г. – Джон Готи, американски престъпник (* 1940 г.)
- 2004 г. – Николай Колев – Мичмана, български журналист и спортен коментатор (* 1932 г.)
- 2004 г. – Рей Чарлс, американски певец и соул музикант (* 1930 г.)
- 2008 г. – Любен Дилов, български писател (* 1927 г.)
- 2010 г. – Фердинан Ойоно, камерунски писател и политик (* 1929 г.)
- 2015 г. – Волфганг Йешке, германски писател (* 1936 г.)

## Празници
- България – Празник на град Попово – Обявен от Общински съвет на 10 юни 2002 г.
- Италия – Празник на град Крема
- Португалия – Ден на Португалия (по повод деня в памет на националния поет Луиш ди Камоинш, 1850 г., национален празник)
- Соломонови острови (държава) – Официален рожден ден на кралицата
- Япония – Ден на часовника (през 671 г. за пръв път се появява часовник в двореца на японския император)